# Curtiss F6C Hawk
Le Curtiss F6C Hawk est un avion militaire de l'entre-deux-guerres américain des années 1920 ayant servi comme avion de chasse dans l'US Navy.

## Conception
C'est en 1925 que l'US Navy, alors à la recherche d'un chasseur embarqué, se tourna vers deux avionneurs, Boeing et Curtiss. Leur mission était de fournir rapidement des machines modernes et efficaces. Si la première de ces sociétés décida de concevoir ab-initio un nouvel appareil, le FB, les responsables de Curtiss prirent le parti de navaliser un modèle existant déjà, le P-1. De ce fait neuf exemplaires de cet avion furent prélevés sur les stocks destinés à l'US Army Air Corps et fournis à la marine américaine qui les mit en service au sein de l'escadrille VF-9M de l'United States Marine Corps. Ils furent officiellement désignés comme F6C-1 Hawk.
Si les cinq premiers avions demeuraient "terrestres", c'est-à-dire non apte aux opérations sur porte-avions il en fut autrement des quatre suivants qui reçurent à la hâte un kit sommaire d'opérations embarquées, tournant autour d'un renforcement du train d'atterrissage et d'une crosse d'appontage. Ils furent rebaptisés F6C-2. Les essais à la mer eurent lieu sur l'USS Langley au sein du squadron VF-2. Ceux-ci furent si concluants que l'US Navy passa commande à Curtiss d'un lot de 35 exemplaires totalement nouveaux, désignés F6C-3 et très proche des précédents. Ceux-ci furent rapidement intégrés dans plusieurs unités de l'US Navy appelées à servir au sein du squadron VF-5S à bord de l'USS Lexington et du squadron VF-8M des Marines à terre.
Toutefois le moteur Curtiss D-12 n'apporta pas une pleine satisfaction et en 1927 un nouveau lot de 31 avions fut commandé pour le compte de l'US Marine Corps mais propulsés par un moteur en étoile Pratt & Whitney R-1340 de 410 ch. Ils furent désignés F6C-4 et affectés au squadron VF-2B embarqué sur l'USS Langley. Toutefois ces avions ne plurent jamais vraiment aux Marines, et il fallut attendre le Curtiss F7C Seahawk pour que ceux-ci soient satisfaits.

## Engagements
Si aucun de ces avions ne connut le feu au combat, ils furent parmi les premiers avions de combat à voler depuis des porte-avions américains. Aux côtés des Boeing FB ils permirent aux pilotes de l'US Navy de défricher le domaine de vol de l'aviation embarquée. Les F6C quittèrent le service actif en première ligne en 1930 mais demeurèrent en unité de réserve encore deux années.
Deux autres versions furent étudiées mais sans déboucher sur une production en série.

### Comme hydravion de course

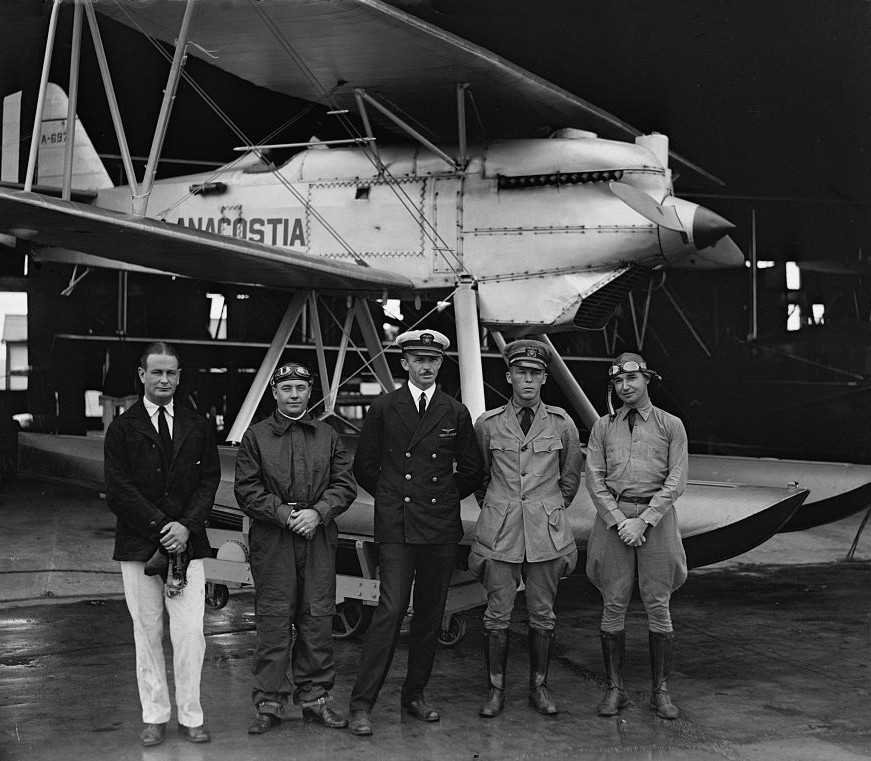
Hydravion Curtiss F6C-6 utilisé pour la Coupe Schneider.

En 1926 l'équipe de présentation de l'US Navy qui participait à la Coupe Schneider eut l'idée de transformer en hydravion à flotteurs un F6C-3 pour s'en servir comme machine d'entraînement. En effet il était alors techniquement assez proche du R3C-3 utilisé pour la course. Toutefois après l'accident de ce dernier le F6C-3 devint le seul appareil que les Américains pouvaient présenter. Il reçut alors la désignation de F6C-6. Bien inférieur techniquement à ses concurrents il termina quatrième, loin derrière les trois premiers et notamment le Macchi M.39 italien qui remporta la coupe cette année-là. Par la suite le F6C-6 fut utilisé pour l'entraînement des pilotes de course jusqu'en 1931.

### Comme avion de course
Le F6C-6 ayant remporté le trophée Curtiss Marine de 1930 fut spécialement modifié, équipé et mis au point pour la compétition. Rebaptisé XF6C-6 il fut transformé en monoplan à aile haute et radiateurs de surface dans les ailes. Il était piloté par le commandant Arthur H. Page du corps des Marines lors du Thompson Trophy de 1930. Ses lignes racées étaient accentuées par un carénage de roues allongé et profilé, et firent de lui la vedette des National Air Races américaines en septembre 1930. Dès le décollage, Page prit la tête de la course qui comportait 20 tours de circuit. Après avoir remporté le tour le plus rapide de la course il accentua son avance jusqu'au dix-septième tour puis s'écrasa au sol, victime d'une intoxication au monoxyde de carbone.

## Utilisateurs
- États-Unis
  - US Navy
  - US Marine Corps

## Versions
- F6C-1 modèle 34C. Version d'origine identique aux P-1 de l'USAAC 5 exemplaires
- F6C-2 modèle 34D. Version navalisée du F6C-1 4 exemplaires
- F6C-3 modèle 34E. Version de série basé sur le F6C-2 propulsé par un moteur en V Curtiss D-12 de 400 ch 298 Kw 35 exemplaires
- XF6C-4 modèle 34H. Prototype basé sur le F6C-1 avec un moteur en étoile Pratt & Whitney R-1340 Wasp. 1 exemplaire
- F6C-4 modèle 34H. Version de production du XF6C-4 dotée d'un moteur en étoile Pratt & Whitney R-1340 de 410 ch (306 Kw). 31 exemplaires.
- XF6C-5 modèle 34H. Prototype basé sur le F6C-1 avec un moteur en étoile Pratt & Whitney R-1690 Hornet de 525 ch (391 Kw) 1 exemplaire
- F6C-6 modèle 34E. Version dérivée du F6C-3 transformé en hydravion de course 1 exemplaire.
- XF6C-6 modèle 34E. Prototype basé sur le F6C-6 ayant remporté le trophée Curtiss Marine de 1930 et converti en monoplan à aile haute. 1 exemplaire.
- XF6C-7 modèle 34H. Prototype basé sur le F6C-4 dotée d'un moteur en V inversé Ranger SGV-770C-1 de 350 ch 260 Kw 1 exemplaire.

## Préservation
En 2012 au moins deux F6C Hawk étaient préservés dans des musées :
- F6C-1 numéro de série A6969 au National Museum of Naval Aviation en Floride[6].
- F6C-4 numéro de série inconnu au National Museum of the Marine Corps à Quantico[7].